# Transgression marine Dunkerque II

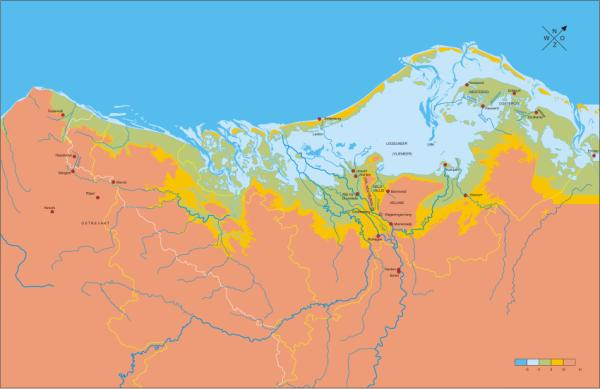
Transgression marine à partir de 250 apr. J.-C. Les frontières actuelles sont en pointillé jaune.

La transgression marine Dunkerque II est une transgression de la mer du Nord qui a lieu du IIIe siècle au VIIIe siècle[source détournée], envahissant la plaine côtière de Flandre sur dix kilomètres et créant des îles à partir des dunes les plus élevées. 
Cette transgression est suivie de la régression carolingienne.

## Conséquences de la transgression
Le trait de côte recule et la mer se réinstalle dans la plaine flamande, qui n'est plus qu'une étendue vaseuse, tour à tour noyée et asséchée par le flot et le jusant, parsemée d'îlots sableux jusqu'à proximité du rivage actuel. 
Les flots pénètrent par les estuaires de la Hem, de l'Aa et de l'Yser, qui s'envasent. Les herbes marines se développent, ce qui crée des prés-salés et des criques protégées des marées par l'établissement de dunes.
Des îles côtières, semblables aux actuelles îles de la Frise, s'étendent alors de Dunkerque à Ostende. Elles ont ultérieurement été réintégrées au continent, mais la toponymie en conserve des traces : 
- « Dunkerque » (Duinkerke, « église des dunes ») et Ostdunkerque (Oostduinkerke, « église des dunes de l'est »), avec entre les deux l'abbaye des Dunes ;
- Ostende (Oostende, « extrémité est » [de l'île]) et Westende (« extrémité ouest ») avec entre les deux Middelkerke (« église du milieu »).

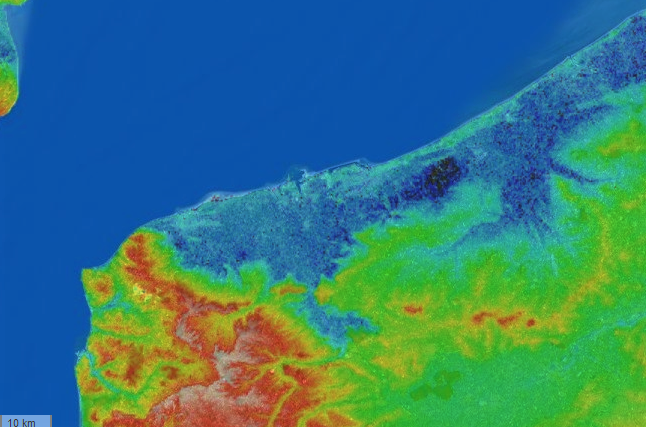
Carte topographique actuelle du Nord de la France montrant les altitudes en fausses couleurs : en bleu, les golfes de l'Aa et de l'Yser. En cas de transgression marine, le trait de côte a pu être ramené aux zones en vert.